# Tapeina hylaeana
Tapeina hylaeana là một loài bọ cánh cứng trong họ Cerambycidae.